# Myriopholis algeriensis
Myriopholis algeriensis là một loài rắn trong họ Leptotyphlopidae. Loài này được Jacquet mô tả khoa học đầu tiên năm 1895.